# János Petrovics
János Petrovics (Dombóvár, Hungría; 9 de agosto de 1971 – Hévíz, 8 de julio de 2024) fue un boxeador de Hungría de la categoría de peso ligero.

## Carrera
Empezó su carrera deportiva como boxeador amateur, ganando tres torneos nacionales de esa categoría para después pasar a competir a nivel internacional, disputando diversos torneos nacionales e internacionales en esa categoría.
Participó en los Juegos Olímpicos de Barcelona 1992 donde perdió por puntos en la primera ronda ante Moses Odion de Nigeria, siendo esa su única aparición a nivel olímpico.

## Muerte
Falleció en un accidente laboral durante la demolición del Hotel Aqua en Hévíz, cuando un muro del sitio de construcción le cayó encima. El accidente laboral está siendo investigado por posible negligencia laboral.